# 24-й танковий корпус (Третій Рейх)
24-й та́нковий ко́рпус (нім. XXIV. Panzerkorps) — танковий корпус Вермахту в роки Другої світової війни.

## Історія
XXIV-й танковий корпус був сформований 21 червня 1942 шляхом перейменування 24-го моторизованого корпусу.

## Райони бойових дій та дислокації корпусу
- Східний фронт (південний напрямок) (червень 1942 — жовтень 1944);
- Польща (жовтень 1944 — січень 1945);
- Сілезія (січень — травень 1945).

## Командування

### Командири
- генерал танкових військ барон Віллібальд фон Лангерманн-Ерленкамп (нім. Wilibald Freiherr von Langermann und Erlenkamp) (21 червня — 3 жовтня 1942);
- генерал танкових військ Отто фон Кнобельсдорф (нім. Otto von Knobelsdorff) (3 жовтня — 30 листопада 1942);
- генерал-лейтенант, пізніше генерал артилерії Мартін Вандель (нім. Martin Wandel) (30 листопада 1942 — 14 січня 1943);
- генерал-лейтенант Арно Яр (нім. Arno Jahr) (15 січня — 20 січня 1943); ТВО
- генерал-лейтенант Карл Айбль (нім. Karl Eibel) (20 січня — 21 січня 1943), загинув у бою;
- полковник Отто Хейдкемпер (нім. Otto Heidkamper) (21 січня — 2 лютого 1943); ТВО
- генерал танкових військ Вальтер Нерінг (нім. Walther Nehring) (2 лютого 1943 — 27 червня 1944);
- генерал-лейтенант Фріц Губерт Грезер (нім. Fritz-hubert Graeser) (28 червня — 19 серпня 1944);
- генерал танкових військ Вальтер Нерінг (нім. Walther Nehring) (20 серпня 1944 — 19 березня 1945);
- генерал-лейтенант Ганс Кельнер (нім. Hans Kallner) (20 березня — 18 квітня 1945); ТВО
- генерал артилерії Вальтер Гартманн (нім. Walter Hartmann) (18 квітня — 8 травня 1945).

## Бойовий склад 24-го танкового корпусу
Формування управління, забезпечення та підтримки
- 143-тє артилерійське командування (Arko 143),
- 424-те управління корпусного постачання (Korps-Nachschubtruppen 424);
- 424-й корпусний батальйон зв'язку (Korps-Nachrichten-Abteilung 424);
- 424-й взвод фельджандармерії (Feldgendarmerie-Trupp 424).

- 9-та танкова дивізія (9. Panzer-Division);
- 3-тя моторизована дивізія (3. Infanterie-Division (mot);
- 377-ма піхотна дивізія (377. Infanterie-Division).

- 3-тя моторизована дивізія;
- 16-та моторизована дивізія (16. Infanterie-Division (mot).

- Група Фегелейна (Gruppe Fegelein);
- Частини:
  - 27-ї танкової дивізії (27. Panzer-Division);
  - 385-ї піхотної дивізії (385. Infanterie-Division);
  - 387-ї піхотної дивізії (387. Infanterie-Division);
  - 213-ї дивізії охорони (213. Sicherungs-Division)

- 111-та піхотна дивізія (111. Infanterie-Division);
- 444-та дивізія охорони (444. Sicherungs-Division);
- 454-та дивізія охорони (454. Sicherungs-Division).

- 7-ма танкова дивізія (7. Panzer-Division);
- 10-та піхотна дивізія;
- Піхотна дивізія «Гроссдойчланд» (Infanterie-Division Groß-Deutschland).

- 10-та піхотна дивізія;
- 34-та піхотна дивізія (34. Infanterie-Division).

- 10-та піхотна дивізія;
- 34-та піхотна дивізія;
- 57-ма піхотна дивізія (57. Infanterie-Division);
- 112-та піхотна дивізія (112. Infanterie-Division).

- 34-та піхотна дивізія;
- 82-га піхотна дивізія (82. Infanterie-Division);
- 112-та піхотна дивізія;
- 444-та дивізія охорони.

- 25-та танкова дивізія (25. Panzer-Division);
- 20-та моторизована дивізія (20. Infanterie-Division (mot);
- 168-ма піхотна дивізія (168. Infanterie-Division);
- 208-ма піхотна дивізія (208. Infanterie-Division);
- 371-ша піхотна дивізія (371. Infanterie-Division).

- 100-та єгерська дивізія (100. Jäger-Division);
- 75-та піхотна дивізія (75. Infanterie-Division);
- 371-ша піхотна дивізія.

- 10-та піхотна дивізія;
- 34-та піхотна дивізія.

- Група Пюхлера (Gruppe Püchler):
  - 1-ша танкова дивізія (1. Panzer-Division);
  - частини 8-ї танкової дивізії (8. Panzer-Division);
- 68-ма піхотна дивізія (68. Infanterie-Division);
- 75-та піхотна дивізія;
- 208-ма піхотна дивізія;
- 357-ма піхотна дивізія (357. Infanterie-Division).

- 16-та танкова дивізія (16. Panzer-Division);
- 25-та танкова дивізія;
- 72-га піхотна дивізія (72. Infanterie-Division);
- 342-га піхотна дивізія (342. Infanterie-Division).

- 6-та танкова дивізія (6. Panzer-Division);
- 19-та танкова дивізія (19. Panzer-Division);
- 15-та піхотна дивізія (15. Infanterie-Division);
- 711-та піхотна дивізія (711. Infanterie-Division);
- 8-ма єгерська дивізія (8. Jäger-Division);
- 10-та парашутна дивізія (10. Fallschirmjäger-Division);
- 46-та фольксгренадерська дивізія (46. Volks-Grenadier-Division).